# Generation Cancellation
«Generation Cancellation» (укр. Скасування покоління)) — пісня російського панк-поп-рейв-гурту Little Big, випущена 24 червня 2022 року разом з антивоєнним кліпом. Слідом за музичним релізом гурт оголосив про свою еміграцію з Росії до Лос-Анджелесу, США.

## Музичне відео
Музичний відеокліп, що вийшов разом з піснею 24 червня 2022 року на YouTube, вважається антивоєнним протестом проти вторгнення Росії в Україну; опис відеокліпу містить заклик зупинити військові дії в Україні — «Війна не завершена. Зупиніть війну в Україні. Зупиніть війни по всьому світу. Ніхто не вартий війни». Серед кадрів кліпу, «чергуються кадри із зображенням чоловіків у костюмах за шахівницею, на якій в ролі фігур виступають військові; людей, чиї голови під'єднано через труби до телевізора, людей із закритими на „змійку“ ротами», пише РБК. В кінці ролика персонаж в образі політика натискає червону кнопку Cancel (укр. Скасувати), після чого солісти гурту постають в образі Адама і Єви голими.
«Злі політики, ракети, фейки з телевізора — це кліп з нескладним посиланням», рецензує відеокліп музичний портал The Flow.
Впродовж перших 8 годин відеокліп проглянули понад 500 тисяч разів.

## Реакція
Музичний продюсер Йосип Пригожин у відповідь на пісню запропонував позбавити Little Big російського громадянства:
|                  | Що до гурту Little Big, то тут усе просто: люди малоосвічені, переїхали до США, «наймиролюбніша держава світу», і намагаються розповідати про пацифізм через свої ролики, в той час, не побоюсь цього слова, Захід займається геноцидом нашого народу. Варто було їх усіх позбавити громадянства та забути як страшний сон |
| — Йосип Пригожин | |

У відповідь на пропозицію Пригожина, гурт написав у Instagram: «У мене стоїть на колінах той, хто закликає позбавити нас громадянства. Я знаю величезну маленьку таємницю. Розповісти?», після чого Йосип Пригожин закликав гурт опублікувати на себе компромат.
Радіоведучий та публіцист Михайло Шахназаров осудив гурт за антивоєнну пісню. «Little Big записали антивоєнну пісню. Чуб хороший вийшов, а нащо він орган поза гітарою заховав, зрозуміти не можу. Про музику не пишу з тієї причини, що її там немає», написав журналіст у себе на Telegram-каналі.
Депутат Держдуми Сергій Соловйов заявив, що не зрозумів посилання кліпу, додавши, що «Потрібно чітко обирати свою позицію». На думку депутата, сюжет кліпу вийшов туманним.
Журналіст і блогер Ілля Варламов прокоментував від'їзд групи з Росії:
|                 | Поки наші політики брешуть, що російську культуру за кордоном усі «скасовують», справжня сучасна російська культура витікає за кордон, а Росія залишиться з усілякими Газмановами та Басковами […] Відхід Little Big — це ще один приклад того, як російська культура величезним бурливим потоком залишає країну. І без усілякої «культури скасування», про яку розповідають по телевізору. Ще зовсім нещодавно вони були гордістю нашої країни, а сьогодні вони їдуть, оскільки не можуть миритися з політикою держави |
| — Ілля Варламов | |